# Zimbabue en los Juegos Olímpicos de París 2024
Zimbabue estuvo representado en los Juegos Olímpicos de París 2024 por siete deportistas, cinco hombres y dos mujeres, que compitieron en tres deportes.
Los portadores de la bandera en la ceremonia de apertura fueron el atleta Makanakaishe Charamba y la nadadora Paige van der Westhuizen. El equipo olímpico zimbabuense no obtuvo ninguna medalla en estos Juegos.